# 新井洋平
新井 洋平（あらい ようへい、1978年8月18日 - ）は、日本の作曲家、ベーシスト。沖縄県在住。埼玉県熊谷市出身。

## 概要
幼少時より音楽鑑賞を好む。15歳でエレクトリックベースを手にし、音楽理論、作曲を独学で学ぶ。獨協大学を中退後に音楽修業のために兵庫県神戸市へ移住、甲陽音楽学院に入学し上山崎初美にコントラバスとジャズについて師事する。在学中よりポップスバンド・テンダーフィートに参加し、第2回神戸オリジナルミュージックコンテストにてグランプリを受賞。全国デビューを果たすが2005年に解散する。2007年より「5度調弦（5度チューニング）」スタイルに転向している。2008年より伊丹市文化振興財団の事業「オトラク」に参加し、社会と音楽の接点に注目しはじめる。2010年より山口茜率いる演劇プロデュース団体、トリコA・プロデュースにて劇伴の作曲と演奏を担当。ワークショップデザイナー育成プログラムを修了。地域教育専門士の資格を有する。

## 趣味
- ロードバイク（自転車）

## 作曲作品
（初演または録音を終えているものに限る）

### 劇伴
『和知の収穫祭』（作・演出／山口茜）（2011）
『ポストムーミン』（作・演出／山口茜）（2011）
- 『ポストムーミン』（詞／山口茜）
- 『カトリ』
- 『パラレル』

『せりふのないガラスの動物園』（作・演出／山口茜）（2010）
- 『片思いのワルツ』（詞／山口茜）
- 『なぐさめの歌』
- 『Erotic Dance』
- 『ウミガメのガラス』（詞／山口茜）
- 『17人の紳士』（詞／山口茜　※曲は井野アキヲとの共作）

### 練習曲
- 『Bass Etude 1』（2007-2008）
- 『Bass Etude 2』（2007-2008）
- 『Bass Etude 3』（2007-2008）
- 『Bass Etude 4』（2007-2008）
- 『Bass Etude 5』（2007-2008）
- 3本のベースのためのアンサンブル曲『Nescafe』（2008）
- 5本のベースのためのアンサンブル曲『The Words in a Pocket』（2009）
- 3本のベースのためのアンサンブル曲『Traveler』（2010）

### 個人の作品
- 『儚気』（2003）
- 『呼動』（2004）
- 『Landscape』（2005）
- 『A Color of Ancient Wind』『WITCH』（2006）
- 『Blue Morpho』（2008）
- 『Catnap』『Tuesday』『斜陽』『DC』（2009）
- 『Dialogue』『ただいま猫ちゃん』（2010）
- 『Pray（仮）』（2011）

## 参加作品
- Tenderfeet『Tenderfeet』『Sole in Blue』（甲陽サウンズ 2002）
- TOZY『ひねくれの凡人』（2003）『あたたかい人』（2006）
- 麻友『あおぞら』（2004）『Natural Woman vol.3』（2005）
- 川田陽介『24』（2007）
- 田辺秀行『E・GU・RE・TAI』（2009）
- 小椋誠也『四ツ葉のクローバー』（2009）
- BISO『Comme ca de 大阪』（2010）
- PENI〜『オーライ』（LIONHEAD Lab.2010）
- 荻野康義『TINGA TINGA JAPONISM』（2010）